# Polgár László (operaénekes)
Polgár László (Somogyszentpál, 1947. január 1. – Zürich, 2010. szeptember 19.) Kossuth-, Liszt- és Grammy-díjas magyar operaénekes (basszus), a Halhatatlanok Társulatának örökös tagja.

## Életpályája
Zsidó családból származott. Szülei Polgár Lajos és Kántor Anna. Tanulmányait Eyssen Irénnél kezdte, majd a Liszt Ferenc Zeneművészeti Főiskolán folytatta Kutrucz Éva és Révhegyi Ferencné növendékeként, 1967–1972 között. Az Operaházban 1971-ben debütált Ceprano gróf (Verdi: Rigoletto) szerepében. Abban az évben megnyerte a Dvořák-énekversenyt. 1972-ben az Operaház ösztöndíjasa, majd 1973-tól magánénekese lett. 1974-ben a Schumann-énekverseny győztese, 1975-ben az Erkel-énekverseny első helyezettje volt. 1980-ban a Wolf-énekversenyen, majd 1981-ben a Pavarotti-énekversenyen is első lett. 1991-től a Zürichi Operaház tagja volt.

### Munkássága
Kezdetben comprimario szerepeket énekelt, de hamarosan a színház vezető basszistája lett. Első külföldi fellépése 1978 novemberében Hamburgban Mozart Szöktetés a szerájból Ozminjanként történt. 1982-ben Brüsszelben énekelte a Luisa Miller Walter grófját. Kis szerepek sorát énekelve fokozatosan vált vezető énekessé. A nagy német Wagner-énekesnél, Hans Hotternél képezte tovább magát. Gyakran szerepelt kortárs operákban is. Részt vett a Salzburgi Ünnepi Játékok előadásain is, rendszeres vendége volt a zürichi és müncheni társulatoknak. A világ minden táján fellépett, Bartók Kékszakállúját énekelte Athénben, Chicagóban, Drezdában, Koppenhágában, Londonban, Prágában, Tokióban és a milánói Scalában egyaránt.
A fellépések mellett a Zürich-Winterthur-i konzervatóriumban, valamint Magyarországon is tanított.
2010. szeptember 19-én Zürichben váratlanul elhunyt. Sirja a Kozma utcai izraelita temetőben található.

## Magánélete
1971-ben házasságot kötött Gergely Ágnessel. Három lányuk született: Katalin (1973), Judit (1977) és Éva (1984).

## Színházi szerepei
A Színházi Adattárban regisztrált bemutatóinak száma: 45.
- Giuseppe Verdi: Rigoletto... Ceprano gróf; Sparafucile
- Richard Strauss: Salome... Egy kappadociai
- Ránki György: Pomádé király új ruhája... Lacikonyhás
- Verdi: Macbeth... Egy orvos
- Alban Berg: Lulu... Színigazgató; 2. bohóc
- Wagner: A nürnbergi mesterdalnokok... Schwarz
- Szokolay Sándor: Sámson... Efton
- Giacomo Puccini: Bohémélet... Alcindor; Colline
- Benjamin Britten: Koldusopera... Jeremy
- Gioachino Rossini: A sevillai borbély... Basilio
- Puccini: Manon Lescaut... Geronte de Ravoir
- Verdi: A végzet hatalma... Calatrava gróf; Gvardián
- Szabó-Borgulya: Légy jó mindhalálig... Báthory
- Rossini: A török Itáliában... Don Geronio
- Verdi: Traviata... Grenvil
- Mozart: A varázsfuvola... Sarastro
- Mozart: Szöktetés a szerájból... Ozmin
- Mozart: Figaro házassága... Bartolo
- Durkó Zsolt: Mózes... Áron
- Bellini: Norma... Oroveso
- Balassa Sándor: Az ajtón kívül... Halál
- Claudio Monteverdi: Poppea megkoronázása... Seneca
- Janacek: A ravasz rókácska... Lelkész/Borz
- Mozart: Idomeneo... Égi hang
- Verdi: Don Carlos... Egy szerzetes; II. Fülöp
- Sztravinszkij: A léhaság útja... Trulove
- Mozart: Don Giovanni... Leporello
- Wagner: Parsifal... Gurnemanz
- Pjotr Iljics Csajkovszkij: Anyegin... Gremin herceg
- Ludwig van Beethoven: Fidelio... Rocco
- Verdi: Simon Boccanegra... Jacopo Fiesco
- Wagner: Trisztán és Izolda...Marke király
- Bartók Béla: A kékszakállú herceg vára... Kékszakállú herceg

## Filmes szerepei

### Mint színész
- Zenés TV Színház (1975-1998)

- Gianni Schicchi (1975) – Marco
- A hét főbűn (1981) – Don Alfonso
- Álom a színházról (1983) – Színész; igazgató; fütő; 3. csavargó
- Mario és a varázsló (1986) – Cipolla
- Mozart és Salieri (1986) – Salieri
- Cosi fan tutte (1998) – Don Alfonso
- Csalóka Péter (1979) – Bíró
- La bohème (1982) – Colline
- Hol volt, hol nem volt (1987) – Sarastro; ősz hajú férfi
- Die Zauberflöte (1989) – Sarastro
- Edita Gruberova in Linda di Chamounix (1996) – Prefektus
- Der Freischütz (1999) – Remete
- Don Giovanni (2001) – Leporello
- Nina, o sia la pazza per amore (2002) – Il Conte
- Fidelio (2003) – Rocco
- Claude Debussy: Pelléas et Mélisande (2004) – Arkel
- La Bohème (2005) – Colline
- Rigoletto (2006) – Sparafucile
- Fierrabras (2007) – Karl király
- Debussy: Pelléas et Mélisande (2010) – Arkel

### Szinkronmunkája
| Év   | Cím                             | Szereplő           | Színész           | Szinkron év |
| ---- | ------------------------------- | ------------------ | ----------------- | ----------- |
| 1972 | Snoopy, gyere haza!             | Előadó ének (hang) | Thurl Ravenscroft | 1988        |
| 1972 | Snoopy, gyere haza!             | szöveg felolvasása | –                 | 1988        |
| 1981 | Az erdő szépe (magyar szinkron) | Idő apó            | Ion Popescu-Gopo  | 1983        |

## Díjai
- Székely Mihály-emlékplakett (1982)
- Liszt Ferenc-díj (1986)
- Érdemes művész (1987)
- Kossuth-díj (1990)
- Melis György-díj (1991)
- Örökös tag a Halhatatlanok Társulatában (1997)
- Grammy-díj (1998) /két kategóriában/
- Budapest díszpolgára (2010)